# كينجى فان بوتو
كينجى فان بوتو (بالفرنسية: Kenji-Van Boto) (7 مارس 1996 بسان دوني في فرنسا - ) هو لاعب كرة قدم فرنسي في مركز الدفاع.

## روابط خارجية
- كينجى فان بوتو على موقع رابطة كرة القدم الفرنسية للمحترفين (الإنجليزية)
- كينجى فان بوتو على موقع قاعدة بيانات كرة القدم.إي يو (الإنجليزية)
- كينجى فان بوتو على موقع ليكيب (الفرنسية)
- كينجى فان بوتو على موقع ناشيونال فوتبول تيمز (الإنجليزية)
- كينجى فان بوتو على موقع Soccerway.com (الإنجليزية)